# Cabrerita
|  | No s'ha de confondre amb Cabrerita (de Dana), un nom històric per a una varietat d'anabergita que conté magnesi. |

La cabrerita és un mineral de la classe dels fosfats que pertany al grup de la vivianita. Rep el nom d'un material que va ser descrit prèviament l'any 1863 a Sierra Cabrera, a la província d'Almeria (Andalusia).

## Característiques
La cabrerita és un arsenat de fórmula química NiMg₂(AsO₄)₂(H₂O)₈. Va ser aprovada com a espècie vàlida per l'Associació Mineralògica Internacional en el mes d’abril de l'any 2024. Va ser publicada a la revista internacional American Mineralogist per Anthony R. Kampf et al. en el mes d'agost de 2024 amb el títol «Cabrerite, NiMg₂(AsO₄)₂·8H₂O, a new old mineral – the ordered intermediate between annabergite and hörnesite». Cristal·litza en el sistema monoclínic. Es tracta d'una fase intermèdia entre l'annabergita i la hörnesita amb cations ordenats.
Segons la classificació de Nickel-Strunz pertany a «08.CE: Fosfats sense anions addicionals, amb H₂O, només amb cations de mida mitjana, RO₄:H₂O sobre 1:2,5».
L'exemplar que va servir per a determinar l'espècie, el que es coneix com a material tipus, es troba conservat a les col·leccions mineralògiques del Museu d'Història Natural del Comtat de Los Angeles, a Los Angeles (Califòrnia) amb el número de catàleg: 65733.

## Formació i jaciments
Va ser descoberta a la mina Nickel, situada al Cottonwood Canyon, dins el districte miner de Table Mountain, al comtat de Churchill (Nevada, Estats Units). Aquesta mina estatunidenca és l'únic indret de tot el planeta on ha estat descrita aquesta espècie mineral.